# Vasja Kovačić
Vasja Kovačić (1947. – 1995.) je bio hrvatski kazališni, televizijski i filmski glumac.

## Filmografija

### Televizijske serije
- "Nepokoreni grad" kao željezničar (1982.)
- "Velo misto" (1980. – 1981.)
- "Đavolje sjeme" (1979.)
- "Kapelski kresovi" kao Mucalica (1976.)
- "Čovik i po" kao Vicin šofer (1974.)
- "Ča smo na ovon svitu..." kao Ivan (1973.)
- "Naše malo misto" kao Brico (1970.)

### Filmovi
- "Gospa" kao pjevač s ceste (1994.)
- "Trideset konja" (1988.)
- "Buža" kao advokat (1988.)
- "Marjuča ili smrt" kao Marijin dečko Sandro (1987.)
- "Zadarski memento" (1984.)
- "Oko" (1978.)
- "Đovani" (1976.)
- "Most" kao telegrafist (1969.)

## Vanjske poveznice
- Vasja Kovačić u internetskoj bazi filmova IMDb-u (engl.)